# İrfan Can Eğribayat
İrfan Can Eğribayat (Adana, Turquía, 30 de junio de 1998) es un futbolista turco. Su posición es la de portero y su club es el Fenerbahçe S. K. de la Superliga de Turquía.

## Trayectoria

### Adanaspor
Su debut como profesional fue el 16 de mayo de 2015 en un partido de la TFF Primera División ante el Elazığspor S. K. entrando de cambio por Mert Akyüz al minuto 85', en el siguiente partido arrancó como titular y completo el partido.

### Göztepe S. K.
Para la temporada 2020-21 se convirtió en nuevo jugador del Göztepe S. K. con el cual debutó el 12 de septiembre de 2020 en liga arrancando como titular y completando el partido en la victoria 5-1 sobre el Denizlispor. Después de dos campañas en este club, en agosto de 2022 fue cedido al Fenerbahçe S. K. por un año con opción de compra.

## Selección nacional
Ha jugado para las selecciones sub-19 y sub-21 de Turquía.

## Estadísticas

### Clubes
Actualizado al último partido jugado el 27 de febrero de 2022.
| Adanaspor Turquía                                                                    | 2.ª                 | 2014-15             | 2   | -5   | - | -   | - | - | 2   | -5   | 2.50 |
| Adanaspor Turquía                                                                    | 2.ª                 | 2015-16             | 2   | -3   | 1 | -1  | - | - | 3   | -4   | 1.33 |
| Adanaspor Turquía                                                                    | 1.ª                 | 2016-17             | 2   | -4   | - | -   | - | - | 2   | -4   | 2.00 |
| Adanaspor Turquía                                                                    | 2.ª                 | 2017-18             | 22  | -30  | - | -   | - | - | 22  | -30  | 1.36 |
| Adanaspor Turquía                                                                    | 2.ª                 | 2018-19             | 19  | -23  | 1 | -3  | - | - | 20  | -26  | 1.30 |
| Adanaspor Turquía                                                                    | 2.ª                 | 2019-20             | 17  | -27  | 3 | -6  | - | - | 20  | -33  | 1.65 |
| Adanaspor Turquía                                                                    | Total               | Total               | 64  | -92  | 5 | -10 | 0 | 0 | 69  | -102 | 1.48 |
| Göztepe S. K. Turquía                                                                | 1.ª                 | 2020-21             | 33  | -45  | - | -   | - | - | 33  | -45  | 1.35 |
| Göztepe S. K. Turquía                                                                | 1.ª                 | 2021-22             | 27  | -41  | 2 | 0   | - | - | 29  | -41  | 1.41 |
| Göztepe S. K. Turquía                                                                | Total               | Total               | 60  | -86  | 2 | 0   | 0 | 0 | 62  | -86  | 1.39 |
| Total en su carrera                                                                  | Total en su carrera | Total en su carrera | 124 | -178 | 7 | -10 | 0 | 0 | 131 | -188 | 1.44 |
| (1) Incluye datos de la Copa de Turquía. (2) No incluye goles en partidos amistosos. |                     |                     |     |      |   |     |   |   |     |      |      |

## Palmarés

### Títulos nacionales
| Título               | Club             | País    | Año     |
| -------------------- | ---------------- | ------- | ------- |
| TFF Primera División | Adanaspor        | Turquía | 2015-16 |
| Copa de Turquía      | Fenerbahçe S. K. | Turquía | 2022-23 |